# TVA (Rio Branco)
TVA (também chamada de TVA Acre) é uma emissora de televisão brasileira concessionada em Senador Guiomard, porém sediada em Rio Branco, respectivamente cidade e capital do estado do Acre. Opera no canal 12.2 (44 UHF digital), e é afiliada à Rede Meio. Pertence ao empresário Rogério Farias. A emissora possui uma parceria com a Igreja Assembléia de Deus de Rio Branco (ADTV) para transmissão de canal. Foi fundada em 2019, como ABC TV, transmitindo o sinal da RedeTV!.

## História
A emissora iniciou suas transmissões em carácter experimental em 9 de janeiro de 2019, transmitindo a programação nacional da RedeTV!. No dia 7 de fevereiro de 2019, a ABC TV estreou oficialmente com programação local e com afiliação à RedeTV!, que estava sem afiliação no estado desde 2005 quando a TV Quinari deixou de transmitir a programação da emissora.
Em 30 de setembro de 2020, a ABC TV deixou o canal 22 UHF e 21.1 virtual e foi para o canal 42 UHF e 7.1 virtual.[carece de fontes?]
Em janeiro de 2021, a emissora saiu do ar e deixou um slide de aviso que dizia: "Estamos em manutenção de sinal, em breve nova programação aguardem." Em fevereiro de 2021, em resposta a alguns telespectadores no Facebook, foi confirmado que a emissora deixou a RedeTV! e iria ser afiliada à TV Gazeta quando voltasse ao ar.
Em 16 de março de 2021, a emissora voltou ao ar com um novo nome, deixando de se chamar ABC TV e passando a se chamar TVA. Em 1° de abril, a emissora passa transmitir o sinal da TV Gazeta.
Em 9 de outubro, a emissora deixou de retransmitir a programação da TV Gazeta, e por meio de um institucional, a emissora anunciou que se tornou afiliada à TV A Crítica, e em torno de 48 horas começariam a retransmitir a programação da emissora, porém, apenas em 13 de outubro conseguiram retransmitir.
Em 14 de março de 2022, a TVA deixou o 7.1 virtual e foi para o 9.1 virtual. Em 7 de agosto de 2023, a TVA encerrou a afiliação com a TV A Crítica e saiu do ar. No Twitter da emissora, foi confirmada a nova afiliação com a Rede Meio Norte, e com isso houve também a mudança para o canal 7.1 (42 UHF).
Em 6 de fevereiro de 2024, após 5 meses, a TVA retornou ao ar no canal 12.2 como um subcanal da ADTV, afiliada da Rede Cidade Verde.